# Рийсало, Сигне
Сигне Рийсало (эст. Signe Riisalo, в девичестве Roos, в первом браке Kaplan, род. 8 октября 1968, Таллин, Эстонская ССР) — эстонский политический и государственный деятель. Член Партии реформ Эстонии. Действующий министр социальной защиты Эстонии с 26 января 2021 года. В прошлом — член Рийгикогу (парламента) XIV созыва (2019—2021).

## Биография
Родилась 8 октября 1968 года в Таллине.
В 1987 году окончила Таллинскую среднюю школу № 1. Окончила в 1989 году экономический факультет Таллинского политехнического института, в 1995 году – Таллинский университет по специальности социальная работа, в 2008 году – Таллинский университет по специальности право, в 2017 году – Таллинский университет по специальности социальная педагогика, в том же году поступила в магистратуру по специальности социальная педагогика и защита детей.
В 1987—1990 годах — техник в Государственном проектном институте «Эстсельхозпроект», в 1990—1993 годах — референт Государственной канцелярии. В 1993—2019 работала в Министерстве социальных дел.
В 1990—1994 годах была членом Эстонской либерально-демократической партии. С 1994 года член Партии реформ. После отставки Арто Ааса, вступившего в должность главы Центрального союза работодателей, стала членом Рийгикогу XIV созыва, была членом комиссии по решению проблемы демографического кризиса и членом социальной комиссии.
С 26 января 2021 года — министр социальной защиты в первом правительстве Каи Каллас. Сохранила должность во втором и третьем правительствах Каи Каллас.

## Личная жизнь
Замужем с 1999 года за Тийтом Рийсало, директором канцелярии президента. Имеет сына и дочь.